# LIV Golf
LIV Golf je profesionální golfová tour financovaná organizací Public Investment Fund, státním investičním fondem Saúdské Arábie. Název LIV je odkazem na římskou číslici 54, což je skóre, kterého by bylo dosaženo, kdyby každá jamka na hřišti s parem 72 byla zahrána na birdie, a také počet jamek, které se hrají na turnajích LIV. První turnaj série LIV Golf Invitational Series byl zahájen 9. června 2022 v Centurion Clubu nedaleko Londýna.

## Organizace
Počáteční rámec konkurenční golfové tour, která by měla konkurovat PGA Tour, byl zveřejněn v roce 2019 oznámením vzniku ligy, tehdy nazvané Premier Golf League. PGA Tour reagovala prohlášením komisaře Jaye Monahana, z něhož vyplývá, že golfisté, kteří se rozhodnou hrát v nové lize, již nebudou mít nárok na účast na turnajích PGA Tour. Později, v roce 2020, PGA European Tour a PGA Tour vytvořily "strategickou alianci" s cílem spolupracovat na komerčních možnostech, plánování a finančních odměnách pro členy každé z těchto dvou tour.
Premier Golf League jednala se saúdskými investory o finanční spolupráci, ale Golf Saudi (divize Fondu veřejných investic) místo toho v roce 2020 financovala nově vzniklý subjekt, který měl vlastní plán na vytvoření globální profesionální ligy, často označované jako "Super Golf League". Tento subjekt oficiálně zahájil činnost v říjnu 2021 pod názvem LIV Golf Investments a jeho generálním ředitelem byl jmenován bývalý profesionální golfista Greg Norman.
LIV Golf bývá často přirovnáván ke golfové obdobě zatím nefunkční odštěpenecké evropské fotbalové soutěže Super League.

## Reakce PGA Tour
PGA Tour oznámila, že její členové, kteří se účastní akcí LIV Golf, mohou být za účast na kolidující akci bez souhlasu PGA Tour sankcionováni, což může vést k pokutám, pozastavení činnosti nebo zákazu činnosti. Dne 9. června 2022 PGA Tour oznámila, že její členové, kteří se účastní prvního turnaje LIV Golf (včetně stávajících členů i těch, kteří nedávno odstoupili), již nejsou oprávněni účastnit se turnajů tour ani Presidents Cupu. Naproti tomu stanovy European Tour se zákazem účasti hráčů, kteří se účastní kolidujících akcí, nepočítají.